# Carlo Naya
Carlo Naya (Tronzano Vercellese, 2 agosto 1816 – Venezia, 30 maggio 1882) è stato un fotografo italiano, conosciuto per le sue produzioni fotografiche riguardo alla città di Venezia.

## Biografia
Nato a Tronzano Vercellese nel 1816, Naya si è laureato in giurisprudenza nel 1840 all'Università di Pisa. Nei 15 anni che seguirono, come figlio di un ricco proprietario di terreni, ebbe modo di viaggiare visitando le maggiori città di Europa, Asia e Nordafrica. Dopo la morte del fratello, avvenuta nel 1856, si trasferisce a Venezia e fa della fotografia il suo mestiere: per un breve periodo pubblica e vende le sue fotografie attraverso una collaborazione con Carlo Ponti, fotografo ed ottico veneziano di origini ticinesi e suo contemporaneo. Dopo un litigio con quest'ultimo apre nel 1868 uno studio in Piazza San Marco e uno in campo San Maurizio.
I suoi temi spaziavano dalle opere d'arte alle vedute, dall'architettura alle scene folkloristiche. Nel 1875 pubblica una raccolta dal titolo Ricordo di Venezia, contenente 20 fotografie di Venezia. Lavorò anche a Padova, nel 1865, dedicandosi alla Cappella degli Scrovegni, celebre opera di Giotto. 
Nel 1880 citò in un procedimento penale alcuni fotografi abbastanza noti in città, Carlo Ponti, Beniamino Giuseppe Coen (1811-1856) (con tutta probabilità si trattava dell'erede Giuseppe Graziano Coen) e Fortunato Antonio Perini (1830-1879) (anche in questo caso è assai probabile che fossero gli eredi del negozio), rei di aver contraffatto delle sue foto rivendendole come proprie. Avveniva che alcuni clienti complici compravano delle fotografie nel suo vasto ed importante negozio, venivano poi riprodotte nello studio di un altro fotografo, Tommaso Sargenti (1822-1880), ad opera della vedova, che sarebbe stata l'ideatrice dell'intera operazione, e successivamente rivendute e timbrate dai rispettivi fotografi coinvolti e dei loro negozio. Naya, resosi conto dell'imbroglio, ricorse ad un ingegnoso stratagemma: cancellò dai negativi originali alcuni piccoli dettagli cosicché, se le fotografie vendute dai colleghi avessero gli stessi dettagli cancellati, il furto non avrebbe potuto essere nascosto. Infatti, il processo si concluse con la condanna di tutti gli imputati. Con questo processo l’avvocato di Naya, Leopoldo Bizio, ope legis, introdusse il diritto d’autore anche per le immagini.
Parte delle sue opere è conservata nel George Eastman House. Nel 1882, dopo la morte del fotografo, la sua attività fu proseguita prima dalla moglie Ida Lessiak e poi dal suo secondo marito Antonio Dal Zotto (1841-1918). Nel 1918 l'attività cessò e l'editore Ferdinando Ongania (1842-1911) prima e Osvaldo Böhm poi comprarono buona parte della sua produzione.